# 万里小路建房
万里小路建房（までのこうじ たちふさ、安永9年（1780年）11月28日 - 弘化3年（1846年）9月14日）は、江戸時代後期の公卿。

## 官歴
- 天明2年（1782年）：従五位下
- 寛政3年（1791年）：従五位上
- 寛政4年（1792年）：侍従
- 寛政6年（1794年）：正五位下
- 寛政12年（1800年）：右少弁
- 享和2年（1802年）：蔵人、左衛門権佐、正五位上
- 文化元年（1804年）：賀茂下上社奉行、左少弁
- 文化2年（1805年）：中宮大進
- 文化5年（1808年）：権右中弁、造興福寺長官
- 文化6年（1809年）：右中弁
- 文化7年（1810年）：右大弁、神宮弁、蔵人頭、氏院別当、正四位下
- 文化8年（1811年）：左大弁、正四位上、中宮亮
- 文化11年（1814年）：参議、従三位
- 文化12年（1815年）：踏歌外弁、権中納言
- 文化13年（1816年）：正三位、賀茂下上社伝奏
- 文政元年（1818年）：右衛門督、使別当
- 文政2年（1819年）：従二位
- 文政5年（1822年）：正二位
- 文政7年（1824年）：権大納言
- 文政8年（1825年）：按察使
- 弘化3年（1846年）：従一位

## 系譜
- 父：万里小路文房
- 子：万里小路正房